# 木更津南ジャンクション
木更津南ジャンクション（きさらづみなみジャンクション）は、千葉県木更津市にある、館山道本線と館山道木更津南支線を結ぶジャンクションである。

## 接続する路線
- E14 館山自動車道 （17番）

分岐は全方向とも館山自動車道への接続であるため、案内標識では「館山道」の表記が省略されている。

## 隣
E14 館山自動車道本線
(16)木更津JCT - (17)木更津南JCT - 木更津羽鳥野BS - (18)君津IC
E14 館山自動車道木更津南支線
(16)木更津JCT/(18)君津IC - (17)木更津南JCT - 木更津南TB - (17-1)木更津南IC